# Julia Janiszewska
Julia Janiszewska (ur. w r. 1820, zm. 12 października 1868 w Warszawie) – nauczycielka, dziennikarka i poetka.

## Życiorys
Skończyła trzy klasy w szkole przy Gminie Ewangelickiej w Warszawie, dalej kształciła się sama. Karierę nauczycielki rozpoczęła na pensji w Suwałkach, potem uczyła na kilku pensjach w Warszawie oraz w domach prywatnych. W 1860 była nauczycielką geografii w Aleksandryjsko-Maryjskim Instytucie Wychowania Panien. Współpracowała z kilkoma pismami, między innymi publikowała artykuły oraz wiersze w „Przeglądzie Naukowym”, „Gazecie Porannej”, „Rozrywkach” Seweryny Pruszakowej, „Zabawach dla młodego wieku”, „Kółku Domowym”.
Pomieszkiwała też przy uczennicach w Paryżu. Pochowana na Starych Powązkach w Warszawie (kwatera 6-3-13/14/15).